# Lüleburgaz
Lüleburgaz is een stad in de Turkse provincie Kırklareli.
Bij de volkstelling van 2007 telde Lüleburgaz 95.466 inwoners.

## Geschiedenis
In de oudheid lag hier de plaats Bergula. Keizer Theodosius I hernoemde de stad tot Arcadiopolis, naar zijn zoon Arcadius. Bij de stad zijn enkele veldslagen uitgevochten: in 970 streed het Byzantijnse Rijk tegen een coalitie van Russen, Petsjenegen, Bulgaren en Magyaren, en in 1194 werd er gevochten tussen de Byzantijnen en een Vlachs-Bulgaars leger.
In de jaren 1569-1571 werd in Lüleburgaz een Külliye gebouwd door Koca Mimar Sinan Ağa. Het bouwwerk is vernoemd naar Sokollu Mehmet Paşa.

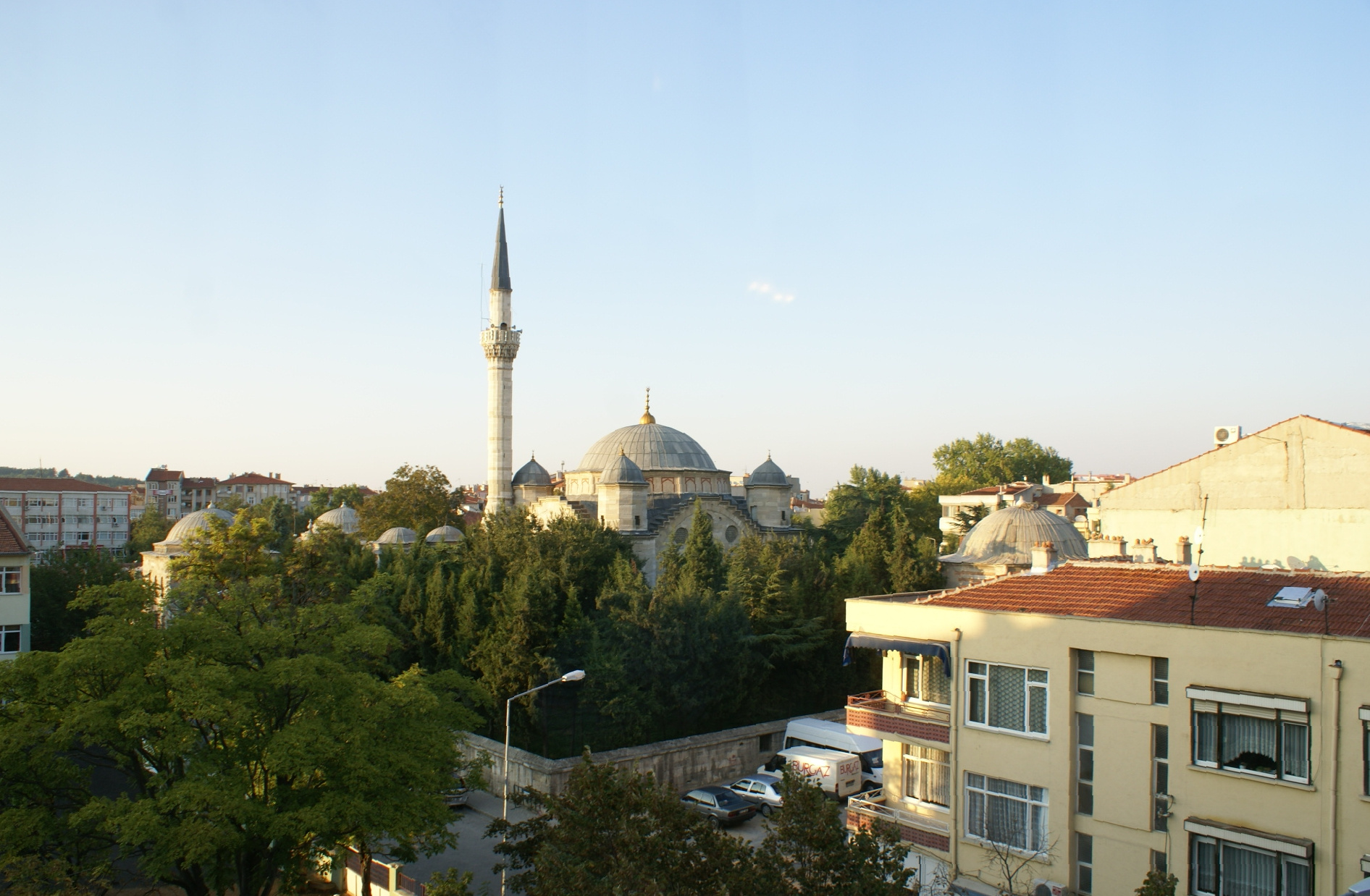
De Sokollu Mehmet Pasha Moskee in Lüleburgaz